# Mounir El Hamdaoui
Mounir El Hamdaoui (arabsky منير الحمداوي‎; * 14. července 1984, Rotterdam) je v Nizozemsku narozený marocký fotbalista, který hraje na pozici útočníka, ofenzivního nebo krajního levého záložníka. V současné působí v saúdskoarabském klubu Al Taawon FC.
Roku 2009 byl vyhlášen nejlepším fotbalistou Nizozemska. V sezóně 2008/09 se stal v dresu AZ Alkmaar s 23 vstřelenými brankami nejlepším střelcem Eredivisie.

## Klubová kariéra
Hrál postupně za kluby SBV Excelsior, Tottenham Hotspur, Derby County, Willem II Tilburg, AZ Alkmaar, AFC Ajax, ACF Fiorentina, Málaga CF.
V dresu anglického Tottenhamu neodehrál jediný ligový zápas, pouze předsezónní přátelské střetnutí včetně turnaje Peace Cup v červenci 2005. Poté odešel na hostování do Derby County, kde ho pronásledovala zranění. Poté, co se nedokázal prosadit do kádru Spurs (Tottenham) následoval návrat do Nizozemska, konkrétně do Willem II Tilburg. Po jedné sezóně přestoupil do AZ Alkmaar, kde zažil velmi úspěšné období. V dresu AZ vyhrál Eredivisie, Johan Cruijff Schaal (nizozemský Superpohár), stal se nejlepším střelcem ligy a fotbalistou roku 2009. Následoval přestup do Ajaxu, s nímž vyhrál také jednou Eredivisie (v sezóně 2010/11). I následující sezónu 2011/12 byl členem Ajaxu, ale neodehrál jediný ligový zápas kvůli komplikovaným vztahům s trenérem Frankem de Boerem. Hrával pouze s rezervním týmem (Jong Ajax), tudíž nemá podíl na zisku ligového titulu, který klub v této sezóně dobyl.
V červenci 2012 El Hamdaoui konečně opustil Ajax a podepsal tříletou smlouvu s klubem italské Serie A, s ACF Fiorentina. Dostal dres s číslem 9. Po sezóně 29. srpna 2013 odešel na hostování do španělského celku Málaga CF.

## Reprezentační kariéra

### Nizozemsko
Hrál za nizozemskou mládežnickou reprezentaci do 21 let (3 zápasy, 1 vstřelený gól).

### Maroko
Poté, co se v roce 2006 v interview pro nizozemský fotbalový magazín Voetbal International vyjádřil, že by jednou rád hrál v A-mužstvu Maroka, se mu toto přání splnilo v roce 2009. Debutoval 11. února 2009 v domácím přátelském utkání s Českou republikou, které skončilo remízou 0:0. I přes výsledek podal kvalitní výkon, který ocenili fanoušci i média. Následně se začlenil do marockého národního týmu.